# Симбиоз

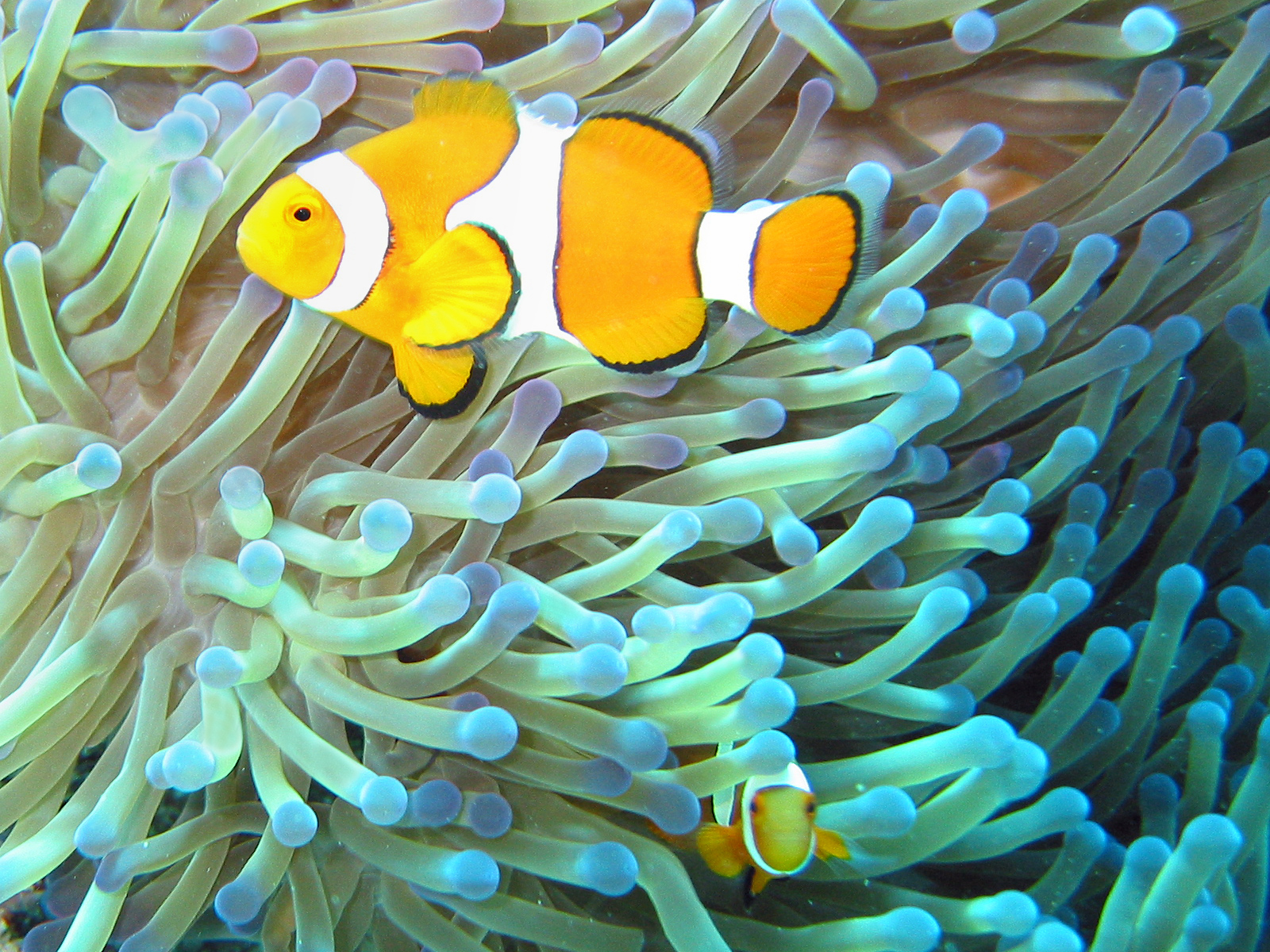
Рыба-клоун и морской анемон — организмы, сосуществующие в мутуалистическом симбиозе

Симбио́з (греч. συμ-βίωσις — «совместная жизнь» от συμ- — совместно + βίος — жизнь) — это близкое сообщество живых организмов, принадлежащих к разным биологическим видам. Такое сообщество может принимать различные формы в зависимости от природы отношений между двумя видами и от того, полезны эти отношения или вредны.
Авторство термина приписывается Генриху де Бари, использовавшему его в 1879 году. Однако другие авторы отдают приоритет Альберту Франку, использовавшему этот термин двумя годами ранее. Де Бари использовал термин "симбиоз" в самом широком значении, однако вскорое симбиоз стал синонимом мутуализма. Возврат к изначальному, широкому значению термина происходил начиная со второй половины XX века.
Симбионт — организм, участвующий в симбиозе.
В природе встречается широкий спектр примеров взаимовыгодного симбиоза (мутуализм). От желудочных и кишечных бактерий, без которых было бы невозможно пищеварение, до растений (примером служат некоторые орхидеи, чью пыльцу может распространять только один, определённый вид насекомых). Такие отношения успешны всегда, когда они увеличивают шансы обоих партнёров на выживание. Осуществляемые в ходе симбиоза действия или производимые вещества являются для партнёров существенными и незаменимыми. В обобщённом понимании такой симбиоз — промежуточное звено между взаимодействием и слиянием.
Обоюдно выгодный, обязательный вид симбиоза называют мутуализмом. Комменсализмом называют отношения, полезные одному, но безразличные другому симбионту, аменсализмом — отношения, вредные одному, но безразличные другому. А кооперацией называют необязательные взаимовыгодные отношения. Форма симбиоза, при которой один организм (паразит) использует другой (хозяин) в качестве источника питания или/и среды обитания, называется паразитизмом.
Разновидность симбиоза — эндосимбиоз (см. симбиогенез), когда один из партнёров живёт внутри клетки другого.
Наука о симбиозе — симбиология. Основы учения о взаимопомощи (в том числе симбиозе) во второй половине XIX века заложили независимо друг от друга российские естествоиспытатели П. А. Кропоткин и К. Ф. Кесслер, а также немецкий учёный Генрих Антон де Бари, предложивший термины «симбиоз» и «мутуализм».

## Симбиоз и антибиоз
Раньше симбиозом называли взаимовыгодное сотрудничество. В настоящее время симбиоз — это все типы отношений между организмами, при которых хотя бы один организм извлекает выгоду для себя (+/+; +/0; +/-).
При антибиозе один организм ограничивает возможности другого без выгоды для себя.

## Мутуализм

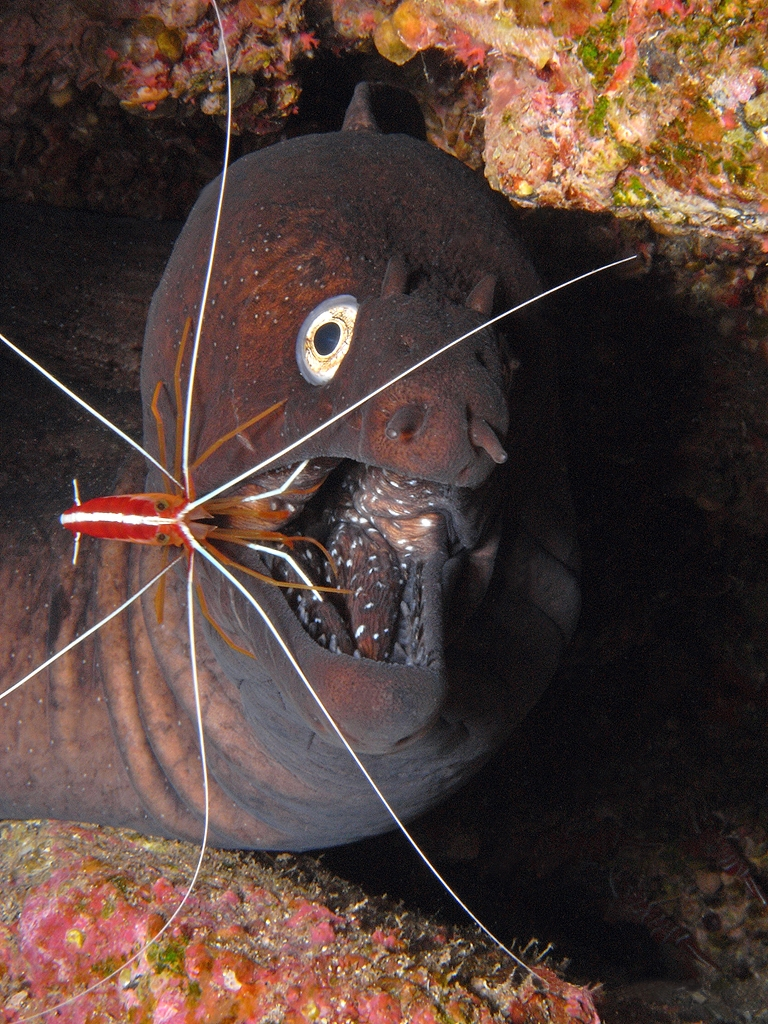
Мурена Muraena augusti позволяет креветке Lysmata grabhami чистить себе зубы

Мутуали́зм — широко распространённая форма взаимополезного сожительства, когда присутствие партнёра становится обязательным условием существования каждого из них. Более общим понятием является симбиоз, который представляет собой сосуществование различных биологических видов. Но в отличие от мутуализма симбиоз может быть и не выгоден одному из партнёров, например, в случае паразитизма.
Преимущества, которые получает организм, вступающий в мутуалистические отношения, могут быть различны. Часто по крайней мере один из партнёров использует другого в качестве поставщика пищи, тогда как второй получает защиту от врагов или благоприятные для роста и размножения условия. В других случаях вид, выигрывающий в пище, освобождает партнёра от паразитов, опыляет растения или распространяет семена. Каждый из участников мутуалистической пары действует эгоистично, и выгодные отношения возникают лишь потому, что получаемая польза перевешивает затраты, требуемые на поддержание взаимоотношений.
Взаимовыгодные связи могут формироваться на основе поведенческих реакций, например, как у птиц, совмещающих собственное питание с распространением семян. Иногда виды-мутуалисты вступают в тесное физическое взаимодействие, как при образовании микоризы (грибокорня) между грибами и растениями.
Тесный контакт видов при мутуализме вызывает их совместную эволюцию. Характерным примером служат взаимные приспособления, которые сформировались у цветковых растений и их опылителей. Часто виды-мутуалисты совместно расселяются.
Облигатный симбиоз
Вид симбиоза, при котором ни один из двух видов не может выжить без другого. Так, тропические растения из рода Triplaris находятся в отношениях облигатного симбиоза с муравьями Pseudomyrmex triplarinus. По сообщению гарвардского биолога Джозефа Бекверта:
Стоит лишь слегка потревожить какую-либо часть растения-хозяина, как огромное число [муравьев] выбегает из укрытий и принимается рьяно обследовать ствол, ветви и листья. Часть муравьев-рабочих бегает по земле у подножия дерева и атакует любого злоумышленника, будь то животное или человек.

## Комменсализм
В зависимости от характера взаимоотношений видов-комменсалов выделяют три вида комменсализма:
- комменсал ограничивается использованием пищи организма другого вида (например, гиены питаются остатками пищи львов, гепардов и др. хищников);
- комменсал прикрепляется к организму другого вида, который становится «хозяином» (например, рыба-прилипала плавником-присоской прикрепляется к коже акул и др. крупных рыб, передвигаясь с их помощью);
- комменсал селится во внутренних органах хозяина (например, некоторые жгутиконосцы обитают в кишечнике млекопитающих).

Примером комменсализма могут служить бобовые (например, клевер) и злаки, совместно произрастающие на почвах, бедных доступными соединениями азота, но богатых соединениями калия и фосфора. При этом если злак не подавляет бобовое, то оно в свою очередь обеспечивает его дополнительным количеством доступного азота. Но подобные взаимоотношения могут продолжаться только до тех пор, пока почва бедна азотом и злаки не могут сильно разрастаться. Если же в результате роста бобовых и активной работы азотфиксирующих клубеньковых бактерий в почве накапливается достаточное количество доступных для растений соединений азота, этот тип взаимоотношений сменяется конкуренцией. Результатом её, как правило, является полное или частичное вытеснение менее конкурентоспособных бобовых из фитоценоза.
Другой вариант комменсализма: односторонняя помощь растения-«няни» другому растению. Так, берёза или ольха могут быть няней для ели: они защищают молодые ели от прямых солнечных лучей, без чего на открытом месте ель вырасти не может, а также защищают всходы молодых ёлочек от выжимания их из почвы морозом. Такой тип взаимоотношений характерен лишь для молодых растений ели. Как правило, при достижении елью определённого возраста она начинает вести себя как очень сильный конкурент и подавляет своих нянь.
В таких же отношениях состоят кустарники из семейств губоцветных и сложноцветных и южно-американские кактусы. Обладая особым типом фотосинтеза (CAM-фотосинтез), который происходит днём при закрытых устьицах, молодые кактусы сильно перегреваются и страдают от прямого солнечного света. Поэтому они могут развиваться только в тени под защитой засухоустойчивых кустарников.
Имеются также многочисленные примеры симбиоза, выгодного для одного вида и не приносящего другому виду ни пользы, ни вреда. Например, кишечник человека населяет множество видов бактерий, присутствие которых безвредно для человека. Аналогично растения, называемые эпифитами (к которым относится, например, род Фаленопсис), обитают на ветвях деревьев, не получая от них питательных веществ.
Комменсализм — способ совместного существования двух разных видов живых организмов, при которых одна популяция извлекает пользу от взаимоотношения, а другая не получает ни пользы, ни вреда (например, чешуйница обыкновенная и человек).

## Симбиоз и эволюция
Помимо ядра в эукариотических клетках имеется множество изолированных внутренних структур, называемых органеллами. Митохондрии, органеллы одного типа, генерируют энергию и поэтому считаются силовыми станциями клетки. Митохондрии, как и ядро, окружены двухслойной мембраной и содержат ДНК. На этом основании предложена теория возникновения эукариотических клеток в результате симбиоза. Согласно эндосимбиотической теории эволюции, двумембранные органеллы и ядро в клетках сформировались в результате поглощения клетками предковых прокариот аэробных бактерий
Эта теория легко объясняет, почему такие органеллы, как митохондрии и хлоропласты, являются двумембранными. Внутренняя мембрана ведёт происхождение от мембраны поглощённой клетки, а наружный является частью мембраны поглотившей клетки, обернувшейся вокруг клетки-пришельца. Также хорошо понятно наличие митохондриальной ДНК — это не что иное, как остатки ДНК поглощённой бактерии. Итак, многие органеллы эукариотической клетки в начале своего существования были отдельными организмами и около миллиарда лет тому назад объединили свои усилия для создания клеток нового типа. Следовательно, наши собственные тела — иллюстрация одного из древнейших партнёрских отношений в природе.
Следует также помнить, что симбиоз — это не только сосуществование разных видов живых организмов. На заре эволюции симбиоз был тем двигателем, который свёл одноклеточные организмы одного вида в один многоклеточный организм (колонию) и стал основой разнообразия современной флоры и фауны.

## Примеры симбиоза
- Эндофиты живут внутри растения, питаются его веществами, выделяя при этом соединения, способствующие росту организма-хозяина.
- Транспортировка семян растений животными, которые поедают плоды и выделяют непереваренные семена вместе с помётом в другом месте.

- Опыление цветущих растений насекомыми, в ходе которого насекомые питаются нектаром.
- Некоторые растения, например табак, приманивают к себе насекомых, которые способны защитить их от других насекомых[7].
- Так называемые «сады дьявола»: деревья Duroia hirsuta служат жилищами для муравьёв вида Myrmelachista schumanni, которые убивают появляющиеся в окрестностях зелёные ростки иных видов деревьев, давая тем самым возможность разрастаться Duroia hirsuta без конкуренции.

### Грибы/водоросли
- Лишайник состоит из гриба и водоросли. Водоросль в результате фотосинтеза производит органические вещества (углеводы), использующиеся грибом, а тот поставляет воду и минеральные вещества.

Взаимоотношения водоросли и лишайникового (лихенизированного) гриба в большинстве случаев представляют собой пример эндопаразитосапрофитизма. Гриб паразитирует на водоросли, обитающей в слоевище лишайника, и разлагает отмершие клетки водорослей.

### Животные/водоросли
- Желтопятнистая амбистома уже с момента существования в икринке может содержать в себе одноклеточные водоросли. При этом водоросли, используя метаболиты животного, вырабатывают кислород, используемый для получения химической энергии в митохондриях[8].
- Поселение зелёных водорослей в желобках волос ленивца, который таким образом маскируется под зелёный фон.

### Грибы/растения
- Многие грибы получают от дерева питательные вещества и снабжают его минеральными веществами (микориза).

### Насекомые/насекомые
- Некоторые муравьи защищают («пасут») тлю и получают от неё взамен выделения, содержащие сахар.

### Насекомые/бактерии
- Песочные осы используют актинобактерии Streptomyces для защиты своих личинок.
- Короеды используют пропитанные антибиотиками актиномицеты для подавления роста нежелательных грибов.
- Некоторые виды муравьев используют актинобактерии[9].